# Rasoherina
Rasoherina (ur. w 1814, zm. 1 kwietnia 1868) (także Rasoaherina) – królowa Madagaskaru. 

## Życiorys
Rządziła w latach 1863–1868 po zabójstwie jej męża Radama II.